# ネックレス

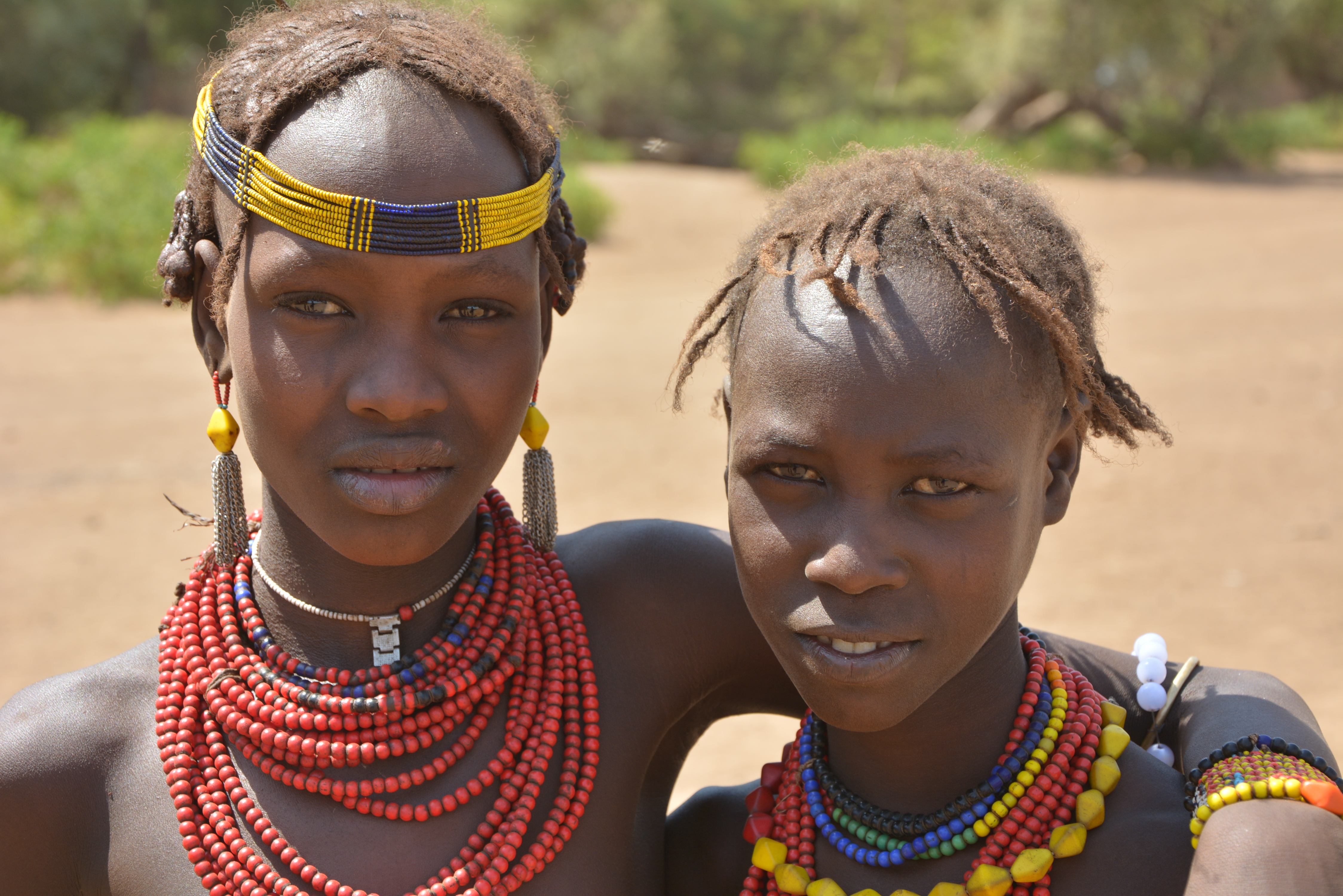
首にネックレスを付けたダサネッチ族の少女。

ネックレス（英語: necklace）または頸飾（けいしょく）は、小さめのビーズが多数連なるよう繋げて作った装飾品。首飾り（くびかざり）の一種。大き目のペンダントトップビーズ（ペンダントトップ）が胸元の位置に配されるよう紐で結んだ装飾品はペンダントといい区別される。ただし、ペンダントトップとネックレスを組み合わせたものもありペンダント・ネックレスという。特にひも状で留め金がないものをラリエットと呼ぶ。
ネックレスには1本の紐に通した一連のものと何連にも組み合わせたものがあり、後者には胸元から肩先まで覆う広襟形のものもある。
首に着ける装身具で高級品やブランド物もある。ビーズには真珠や金属、天然石などの色々な素材がある。また、首飾りだけではなく、肩凝り解消用や開運用のネックレスもある。

## 種類

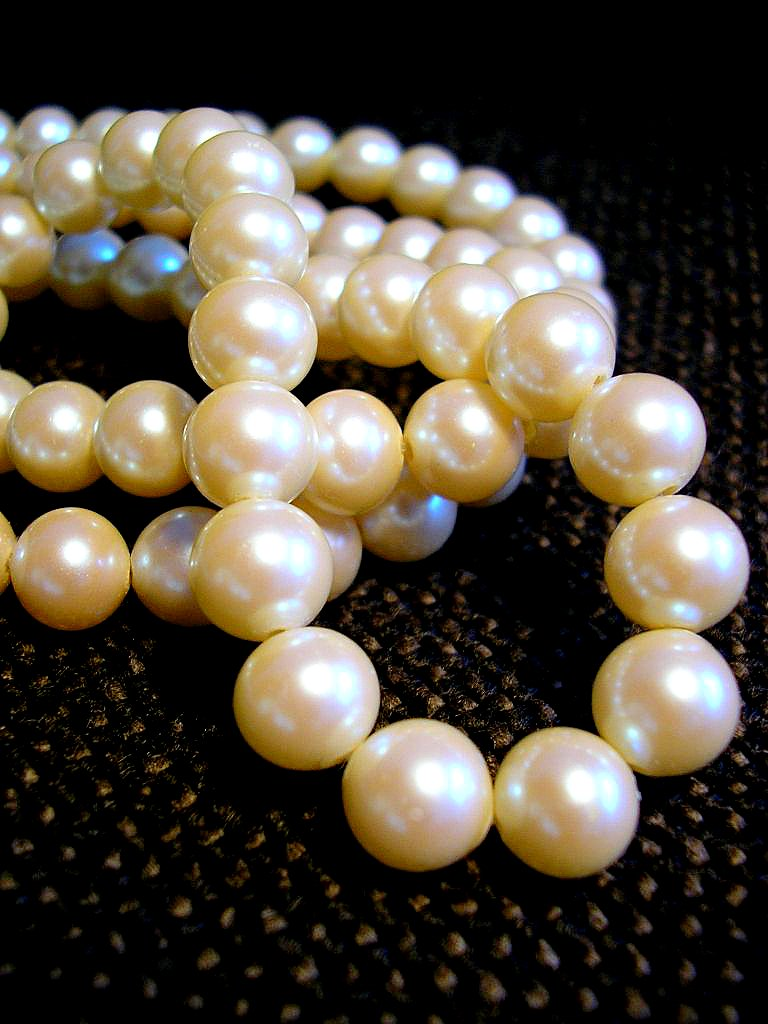
真珠のネックレス

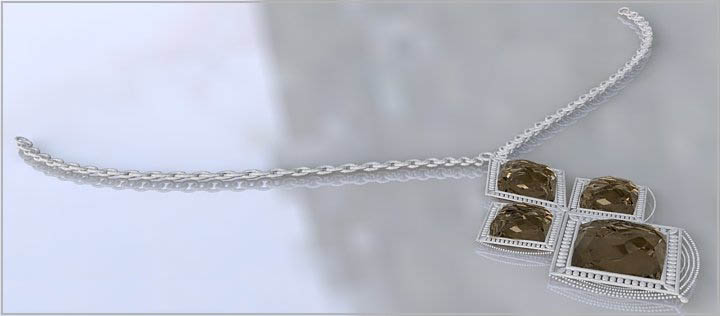
金属製のネックレス

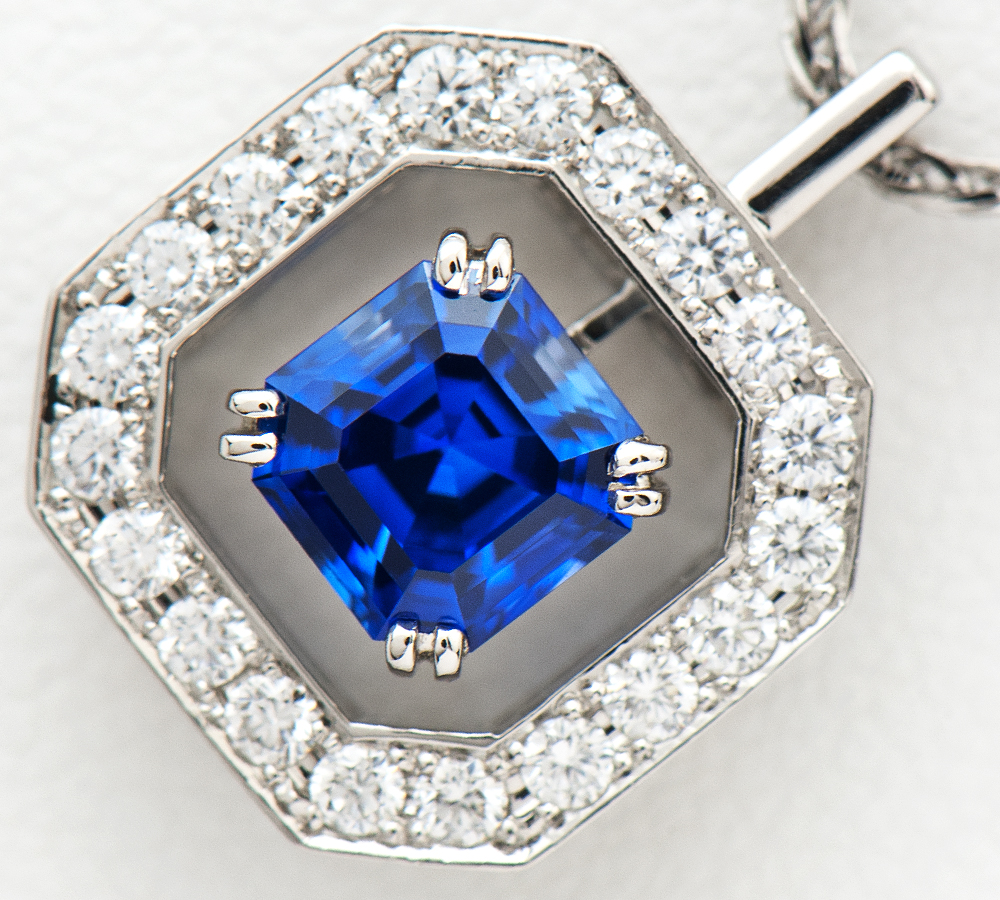
サファイアのネックレス

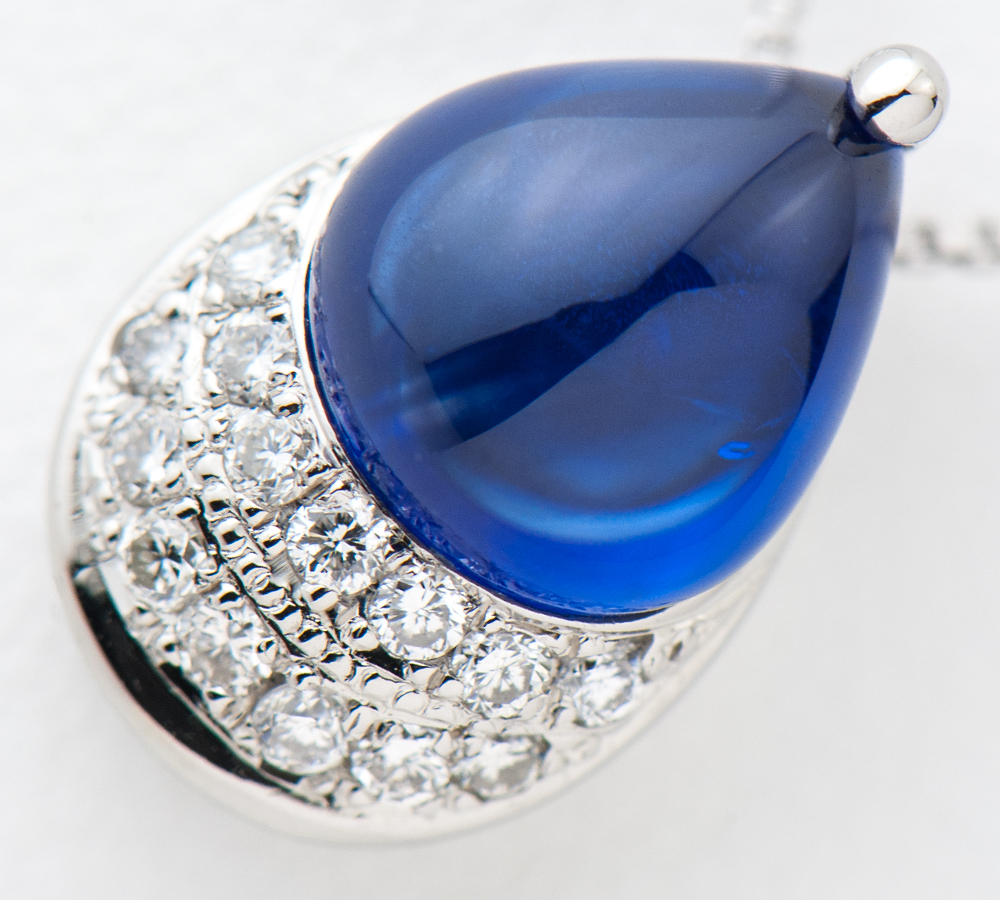
サファイアのネックレス

ネックレスには多様な種類があり、高価なものも多い。素材は真珠がよく知られている。一つ一つ糸でつながっていることや、白銀の輝きがあるのが特徴。真珠のネックレスは、主に冠婚葬祭で利用される。正式には、白真珠（白蝶貝・アコヤ貝）は婚礼、黒真珠（黒蝶貝）は葬儀に使う（本来、黒真珠を身につけるのは略装）。現在は、真珠の生産量が減りはじめ、淡水真珠のネックレスが増えている（透明感のある奇麗な輝きが特徴）。
ただし、真珠は硬度が 3 度ほどのものが多く、傷がつきやすいため、保存には注意を要する。また汗にも弱く、光沢を失う原因になる。真珠をつないでいる糸も弱いため、真珠が外れることもある。
真珠のネックレスは長さによって名称が異なる。
- チョーカー (35 cm) 一番多く利用される
- プリンセス (40 cm ～ 45 cm) ネックレスの基準サイズ
- マチネー (53 cm)
- オペラ (71 cm)
- ロープ (105 cm ～ 107 cm)
- ロングロープ (142 cm)

金属製のネックレスは、形も様々で、鼻ピアスやイヤリングとともにお洒落として使われる。だが、最近では金属アレルギーが問題視されている（ニッケルなどの溶出により、皮膚のかゆみやかぶれなどが数年続く）。そのため、金属アレルギーを起こしにくく皮膚に優しいチタン製のネックレスが販売されている。　
肩凝り解消グッズとして、ゲルマニウムネックレスや磁気ネックレスなどといった健康商品がある。これはある芸能人がゲルマニウム、および磁気の各種ネックレスの効果をテレビで絶賛したことから、ブームになったとされる。ただし、喧伝されている効能の中に医学的には証明されたものはない（ゲルマニウム、および磁気治療器の項を参照）。
天然石で製造されたネックレスの中には、開運目的で販売されるものもある。

## ペンダント・ネックレス
ペンダントトップとネックレスを組み合わせたものもありペンダント・ネックレスという。
ペンダント・ネックレスのペンダントトップには十字架やハート形、花柄などがある。
ドイツでは、ツヴィシェンゴールドパーレンと呼ばれる、十字架がついたネックレスが発見されており、1世紀から2世紀のものと推測されている。明確なことは知られていないが、キリスト教信者がキリストへの敬意を示すためにつけたものと思われている。若者たちが十字架ネックレスを絶賛しすぎていることから、キリスト教関係団体による非難もある。
一方、ハート形には、ハートの上にダイヤモンド数粒を詰めたものや、そのまま一個詰めたものも販売されている。コンパクトタイプのものがあり、小物入れとして利用できる。十字架のキリストとは対照的に、ハート形にはマリアが載っているものが多い。
2005年10月1日、青森でモナリザが刻まれたネックレスが公開された。約 36 カラットのダイヤモンドが使用されており、総額 5～6 億円である。

## 歴史
現生人類以外の文化としては、ネアンデルタール人に関連した遺跡からペンダントに加工されたと見られる獣の牙（フランス）やホタテ貝（5万年前、スペイン）が発見されている（英語版の「ネアンデルタール人」の項目で写真を確認可）ことから中期旧石器時代には登場していた。

### 古代エジプト
古代エジプトでは先王朝時代（紀元前5500年頃）には自然石に穴を開けて紐でつないだ装飾品があったことが数多くの埋葬例からわかっている。当初は自然石をそのまま穿孔して使用していたが、次第に石を研磨して成形するようになった。さらに王朝時代成立前の紀元前4500年頃にはファイアンスと呼ばれる石英粉で様々な形のビーズを作るられるようになった。ネックレスの素材は王朝時代が終わるまでほとんど変化せず、石製、歯骨角製、金属製、ファイアンス製、ガラス製であった。

### 日本
玉類の加工という点だけであれば、後期旧石器時代（2万年前）の時点で加工孔のある琥珀が北海道の遺跡から発掘されているが（「琥珀#琥珀の利用」を参照）、これが首飾りなのかは不明。
縄文時代の出土事例としては、石製のものは宮崎県高原町の早期後半（8千年前）の遺跡・井ノ原（ばる）遺跡から出土した頁岩製の首飾りとされる遺物がある他、岩手県奥州市の前期後葉（約5千年前）の遺跡・大清水上遺跡から土製玉150点が確認されているが、ネックレスか腕輪と見られ、素焼きの玉は、白色玉と黒色玉の2色に、意識的に別けられている。青森県階上町の縄文後期前半から弥生時代初頭（4千年前 - 2300年前）の遺跡・寺下遺跡からは石製（ヒスイや蛇紋岩製）と土製の勾玉の品が確認されている。
弥生期から律令期にかけては、ガラス製の勾玉や管玉、貝類など様々な材質が用いられた。平安時代以降の日本ではネックレスやイヤリングといった文化は廃れたが（後述論文）、アイヌ文化では「タマサイ」と呼んで作られ続けた。タマサイは18世紀以前ではサハリン経由でもたらされた大陸産のガラス玉が主体であったが、19世紀以降は江戸や大阪でアイヌ向けに生産されたガラス玉にとって代わられる。理由としてはロシアとの緊張関係の高まりによって北海道に目が向けられるようになったためとされる（後述論文）。また太刀文化の違いから太刀に装着されていた足金物の部品が不要であったため、これをタマサイの飾りに転用したり、日本の銭や鏡の他、南北戦争時のアメリカ陸軍の軍服用の金ボタンなども服飾品として用いられた。
『朝鮮王朝実録』には15世紀末の与那国島の習俗として首飾りや青玉のピアスをしていたことが記録されている（与那国島#朝鮮王朝実録の記録の「島の様子」）。

### その他の歴史的例
古代メソポタミアでは、円筒形の印鑑はしばしば宝石として吊り下げられ、身につけられていた。古代バビロンでは、ネックレスはカーネリアン、ラピスラズリ、メノウ、そして金で作られていた。古代シュメール人は、金、銀、ラピスラズリ、カーネリアンでネックレスやビーズを作った。
古代ギリシャでは、レタッチと金糸の編み込みで作られた精巧な金のネックレスが身につけられていた。多くの場合、これらのネックレスは青や緑のエナメルのロゼット、動物の像、壷形のペンダントで装飾され、それらはしばしばフリンジで補完された。カメオや小さな香水瓶をぶら下げた長い金の鎖を身につける習慣もあった。ヘレニズム時代には、新しい要素が登場した。色石によって多色の製品を作ることができ、鎖には動物の頭の形をした先端や槍や芽の形をしたペンダントが吊るされた。
古代エトルリア人は、粒状に加工して金のビーズを作り、それをガラスや土器のビーズと一緒に糸につないで、カラフルなネックレスを作った。古代ローマでは、ネックレスはローマのエリートが身につける数多くの宝飾品の1つであった。金と銀で作られたネックレスは、しばしば琥珀、真珠、アメジスト、サファイア、ダイヤモンドなどの外国製品や半貴石で飾られていた。さらに、真珠の紐、エナメルをはめ込んだ金の皿、金の線細工にはめ込まれた燦然と輝く石がよく身につけられた。大ぶりのネックレスやその装飾に使われる素材の多くは、中東から輸入された。
ネックレスが珍重されたのは、もうひとつの黄金時代、ルネサンス期である。富裕層の間では、社会的名声の象徴となっている。ネックレスは、ルネサンス時代後まもなく使われなくなった。その理由は、17世紀に流行した襟の高い服、レースの襟、フリルの人気が高まったからである。